# Polydiketoenamin
Polydiketoenamin (abgekürzt PDK) ist ein 2019 entdecktes Polymer, welches sich beliebig oft und ohne Qualitätsverlust recyceln lässt. Forscher des Lawrence Berkeley National Laboratory entdeckten PDK 2019 und veröffentlichten ihre Forschungsergebnisse im April 2019 in der Fachzeitschrift Nature Chemistry. Die Wiederverwendbarkeit basiert auf der Eigenschaft, dass die Polymermoleküle des PDK durch ein Tauchbad in Säure in ihre ursprünglichen Monomere und Additive zerlegt werden. Dadurch kann die Polymerisation neu beginnen.